# وظائف هراء (كتاب)
الوظائف هراء: نظرية (الإنجليزية: Bullshit Jobs) (أو وظائف زائفة) هو كتاب صدر عام 2018 من تأليف عالم الأنثروبولوجيا ديفيد غرايبر يفترض وجود وظائف لا معنى لها ويحلل الضرر المجتمعي الناجم عنها. ويؤكد أن أكثر من نصف العمل المجتمعي لا معنى له ويصبح مدمر نفسي عندما يقترن بأخلاقيات العمل التي تربط العمل بقيمة الذات. ويصف غرايبر خمسة أنواع من الوظائف التي لا معنى لها، حيث يتظاهر العاملون فيها بأن دورهم ليس بلا معنى أو ضارًا كما يعرفونه: التابعون، والبلطجية، والمتطفلون، والمتطفلون، وأصحاب المهام الشاقة. ويزعم أن ربط العمل بالمعاناة الفاضلة أمر حديث في تاريخ البشرية، ويقترح إنشاء النقابات والدخل الأساسي الشامل كحل محتمل.
الكتاب هو امتداد لمقال ديفيد غرايبر الشهير الذي نشر عام 2013، والذي تُرجم فيما بعد إلى 12 لغة، وأصبح الافتراض الأساسي الذي يقوم عليه موضوع استطلاع رأي أجرته مؤسسة يوجوف. وقد طلب غرايبر مئات الشهادات من العمال الذين لديهم وظائف لا معنى لها وقام بمراجعة مقالته وتحويلها إلى كتاب؛ ونشرت دار نشر سايمون وشوستر الكتاب في مايو 2018.

## الملخص
إن فوائد الإنتاجية التي توفرها الأتمتة لم تؤد إلى أسبوع عمل من 15 ساعة، كما تنبأ الاقتصادي جون ماينارد كينز عام 1930، بل أدت إلى "وظائف زائفة": "شكل من أشكال العمل المدفوع الأجر الذي لا معنى له على الإطلاق، أو غير ضروري، أو خبيث لدرجة أن الموظف نفسه لا يستطيع تبرير وجوده على الرغم من أنه كجزء من شروط العمل، يشعر الموظف بأنه ملزم بالتظاهر بأن هذا ليس هو الحال". يعرف الكثير من الأشخاص الذين يعملون في هذه الوظائف السخيفة أو عديمة الفائدة أنهم يعملون في وظائف لا تساهم في المجتمع بطريقة ذات معنى.

تشير مراجعة للكتاب إلى أن:
"التكنولوجيا تقدمت إلى الحد الذي أصبح فيه من الممكن للآلات أداء معظم الوظائف الصعبة التي تتطلب جهد بشري مكثف". فبدلاً من إنتاج المزيد من الوظائف التي تُرضي بيئتنا، فإنها تخلق وظائف لا معنى لها لتوفير فرصة عمل للجميع. في حين أن هذه الوظائف يمكن أن توفر تعويضات جيدة ووقت فراغ واسع، فإن عدم جدوى العمل يزعج إنسانيتهم ويخلق "عنفًا نفسيًا عميقًا".

### الوظائف الخمسة
أكثر من نصف العمل المجتمعي لا معنى له، سواء أجزاء كبيرة من بعض الوظائف أو خمسة أنواع من الوظائف التي لا معنى لها على الإطلاق:
1. التابعون، الذين يعملون على جعل رؤسائهم يشعرون بأهميتهم، على سبيل المثال، موظفو الاستقبال، والمساعدون الإداريون، وموظفو الاستقبال في المتاجر.
2. المجرمين الذين يعملون على إيذاء الآخرين أو خداعهم نيابة عن صاحب عملهم، أو لمنع المجرمين الآخرين من القيام بذلك، على سبيل المثال، جماعات الضغط، ومحامي الشركات، والمسوقين عبر الهاتف، ومتخصصي العلاقات العامة ؛
3. فنيون القنوات، الذين يقومون بإصلاح المشاكل مؤقتًا والتي يمكن إصلاحها بشكل دائم، على سبيل المثال، المبرمجون الذين يقومون بإصلاح الأكواد الرديئة، وموظفو مكتب الخطوط الجوية الذين يقومون بتهدئة الركاب الذين فقدوا أمتعتهم ؛
4. الموظفون المسؤولون عن تنفيذ المهام، الذين يخلقون انطباعًا بأن هناك شيئًا مفيدًا يتم القيام به في حين أنه لا يتم القيام به، على سبيل المثال، مديرو الاستطلاعات، والصحفيون في المجلات الداخلية، ومسؤولو الامتثال للشركات؛
5. مديرو المهام، الذين يخلقون عمل إضافي لأولئك الذين لا يحتاجون إليه، على سبيل المثال، الإدارة المتوسطة، ومحترفي القيادة.[4][5][2]

تقع هذه الوظائف في معظمها في القطاع الخاص، على الرغم من فكرة أن المنافسة التجارية في السوق من شأنها أن تقضي على مثل هذه الاختلالات. لكن في الشركات، لا يرجع ارتفاع الوظائف في قطاع الخدمات إلى الحاجة الاقتصادية بقدر ما يرجع إلى "الإقطاع الإداري"، حيث يحتاج أصحاب العمل إلى المرؤوسين من أجل الشعور بأهميتهم والحفاظ على الوضع التنافسي والقوة. في المجتمع، يعود الفضل إلى أخلاقيات العمل الرأسمالية البيوريتانية في تحويل عمل الرأسمالية إلى واجب ديني: حيث لم يحصد العمال التقدم في الإنتاجية من خلال يوم عمل مخفض لأنهم، كقاعدة مجتمعية، يعتقدون أن العمل يحدد قيمتهم الذاتية، حتى لو وجدوا هذا العمل بلا معنى. هذه الدورة هي "عنف نفسي عميق" و"ندبة عبر روحنا الجماعية". أحد التحديات التي تواجهنا في مواجهة مشاعرنا تجاه الوظائف الزائفة هو الافتقار إلى نص سلوكي، بنفس الطريقة التي يشعر بها الناس بعدم اليقين بشأن كيفية الشعور إذا كانوا هدفًا للحب غير المتبادل. وبدوره، بدلاً من تصحيح هذا النظام، يهاجم الأفراد أولئك الذين تكون وظائفهم مُرضية بطبيعتها.
إن العمل كمصدر للفضيلة فكرة حديثة. في الواقع، كان العمل موضع ازدراء من قبل الطبقة الأرستقراطية في العصور الكلاسيكية، ولكن تم تحويله إلى فضيلة من خلال الفلاسفة الراديكاليين في ذلك الوقت مثل جون لوك. بررت فكرة البيوريتانيين (التطهيرية) عن الفضيلة من خلال المعاناة في عمل الطبقات العاملة باعتباره عمل نبيل. وهكذا، يمكن للمرء أن يزعم أن الوظائف السخيفة تبرر أنماط المعيشة المعاصرة: وأن آلام العمل الممل تشكل مبررامناسب للقدرة على تلبية رغبات المستهلكين، وأن تلبية هذه الرغبات يمكن اعتبارها مكافأة للمعاناة من خلال العمل بلا معنى في المجتمع المعاصر. و مع مرور الوقت، تم إعادة استثمار الرخاء المستخرج من التقدم التكنولوجي في الصناعة ونمو المستهلك من أجل النمو في حد ذاته بدلاً من شراء وقت فراغ إضافي من العمل. إن الوظائف الزائفة تخدم أيضا اهداف سياسية، حيث تهتم الأحزاب السياسية بالحصول على الوظائف أكثر من اهتمامها بما إذا كانت هذه الوظائف مرضية أم لا. بالإضافة إلى ذلك، فإن السكان المنشغلين بأعمالهم المزدحمة لديهم وقت أقل للثورة.
أحد الحلول التي يقدمها الكثيرون هي فكرة الدخل الأساسي الشامل، والذي يتكون من منفعة معيشية تُدفع لجميع الناس بغض النظر عن وضعهم حتى يتمكنوا من العمل في أوقات فراغهم. تشير الاتجاهات الشائعة داخل المجتمع اليوم إلى أن الناس يتجهون نحو دورة عمل غير متوازنة للغاية تتكون من فترات قصيرة تليها فترات منخفضة من العمل غير المنتج. تختلف كثافة العمل في الوظائف مثل المزارعين والصيادين والجنود والروائيين على أساس الحاجة إلى الإنتاج والدورة الطبيعية للإنتاجية، وليس على أساس ساعات العمل القياسية التعسفية. يقدم الدخل الأساسي الشامل فكرة مفادها أنه يمكن قضاء هذا الوقت في متابعة عمل لا معنى له في ممارسة أنشطة إبداعية. 

## النشر

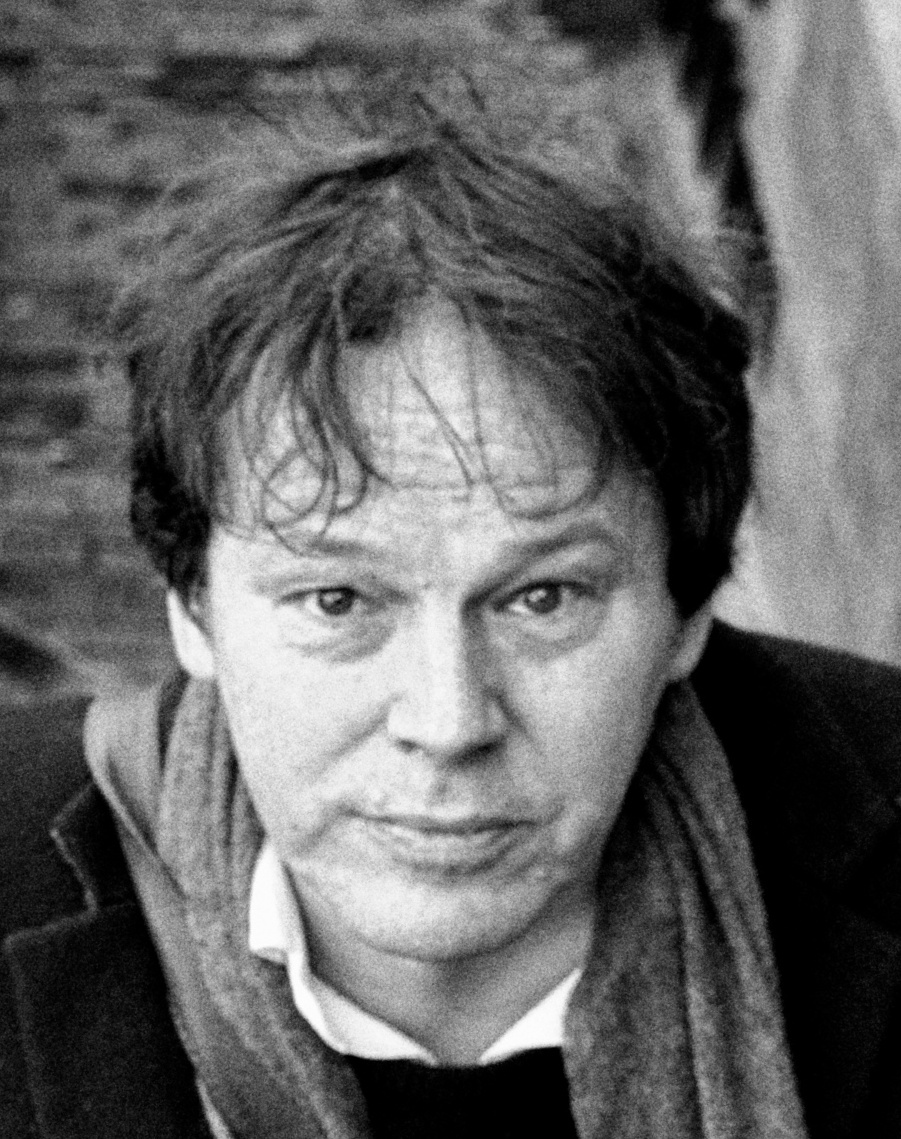
المؤلف عام 2015

عام 2013 نشر غرايبر مقال في المجلة الراديكالية Strike! "حول ظاهرة الوظائف الزائفة"، والتي ناقشت عدم جدوى العديد من الوظائف المعاصرة، وخاصة تلك الموجودة في مجالات التمويل والقانون والموارد البشرية والعلاقات العامة والاستشارات. وقد أدت شعبيتها، التي تجاوزت المليون زيارة، إلى تعطل موقع المجلة التي نشرت المقال. وقد تمت ترجمة المقال بعد ذلك إلى 12 لغة.
وقد أجرت مؤسسة يوجوف استطلاع رأي مماثل حيث رأى 37% من بعض البريطانيين الذين شملهم الاستطلاع أن وظائفهم لا تساهم "بشكل مفيد" في العالم. بعد ذلك، طلب غرايبر مئات الشهادات من أصحاب الوظائف الزائفة، ثم قام بمراجعة قضيته وتحويلها إلى كتاب بعنوان الوظائف الهراء: نظرية.

### الترجمة
في نهاية عام 2018، تمت ترجمة الكتاب إلى اللغات الفرنسية، الألمانية، الإيطالية، الإسبانية، البولندية، والصينية.

## استقبال الكتاب
أشادت مراجعة في صحيفة التايمز بالدقة الأكاديمية والفكاهة في الكتاب، وخاصة في بعض الأمثلة الوظيفية، لكنها شعرت بشكل عام أن حجة غرايبر كانت "مبالغ فيها بشكل ممتع". ووجد مراجع المقالة أن حجة غرايبرالتاريخية حول أخلاقيات العمل مقنعة، لكنه قدم حجج مضادة في نقاط أخرى: أن أسبوع العمل البريطاني المتوسط انخفض في القرن الماضي، وأن حجة غرايبر بشأن النسبة الإجمالية للعمل غير المجدي تعتمد بشكل مفرط على استطلاع يوجوف، وأن الاستطلاع نفسه لا يؤكد أن "معظم الناس يكرهون وظائفهم". يزعم المراجع أنه في حين أن "الإقطاع الإداري" يمكن أن يفسر وجود التابعين، فإن أنواع أخرى من وظائف غرايبر الزائفة تدين بوجودها للمنافسة، والتنظيم الحكومي، وسلاسل التوريد الطويلة، وذبول الشركات غير الفعالة - نفس المكونات المسؤولة عن رفاهيات الرأسمالية المتقدمة مثل الهواتف الذكية والمنتجات على مدار عام.
أشارت مقالة في مجلة الفلسفة الآن إلى التعريف الأولي لكلمة "هراء" في الفلسفة. في مقالته التي كتبها عام 1986، حول الفيلسوف هاري فرانكفورت من جامعة برينستون كلمة "هراء" إلى مصطلح فلسفي رسمي عند تعريف الهراء باعتباره التحريف الخادع للواقع والذي يظل مختلفًا عن الكذب لأنه على عكس الكذاب، فإن "المتهرب" لا يهدف إلى الخداع على وجه التحديد (ص 6-7). وعلى هذا المنوال، يحاول المسؤولون إنشاء ثقافة عمل لا تكون إنجازاتها زائفة فعليًا، بل مجرد مزيفة وزائفة.
وقد اختبرت دراسة أجريت عام 2021 تجريبيا العديد من ادعاءات غرايبر، مثل أن الوظائف غير المهمة كانت تتزايد بمرور الوقت وأنها تمثل جزء كبير من القوى العاملة. وباستخدام بيانات من مسح ظروف العمل الأوروبية الذي أجراه الاتحاد الأوروبي، وجدت الدراسة أن نسبة منخفضة ومتناقصة من الموظفين يعتبرون وظائفهم "نادراً" أو "غير مفيدة أبداً". ووجدت الدراسة أيضا أنه في حين كانت هناك بعض الارتباطات بين المهنة والشعور بعدم الفائدة، إلا أنها لم تتوافق بدقة مع تحليل غرايبر ؛ حيث أفاد "مديرو المهام" و"البلطجية" مثل مديري صناديق التحوط أو جماعات الضغط أنهم راضون إلى حد كبير عن عملهم، في حين شعر العمال الأساسيون مثل جامعي القمامة وعمال النظافة في كثير من الأحيان أن وظائفهم عديمة الفائدة. ومع ذلك، أكدت الدراسة أن الشعور بعدم الفائدة في العمل يرتبط بسوء الصحة النفسية وارتفاع معدلات الاكتئاب والقلق. ولتفسير التأثيرات الخطيرة المترتبة على العمل في وظيفة سخيفة ولماذا قد يشعر شخص ما بأن وظيفته سخيفة، استعان المؤلفان بمفهوم الاغتراب الماركسي. ويشير المؤلفون إلى أن الإدارة السامة وثقافة العمل قد تؤدي إلى شعور الأفراد بأنهم لا يدركون إمكاناتهم الحقيقية، بغض النظر عما إذا كانت وظيفتهم مفيدة بالفعل أم لا.
أظهرت دراسة أجريت عام 2023، باستخدام بيانات من مسح ظروف العمل الأمريكية، أن 19% من المستجيبين يعتبرون أن وظائفهم "نادراً" أو "غير مفيدة أبداً" للمجتمع. ايضا يظهر المسح أن المهن التي أشار إليها غرايبر هي في الواقع الأكثر إدراكاً على أنها عديمة الفائدة اجتماعياً، بعد ضبط ظروف العمل. ومع ذلك، فإن هذا لا يزال أقل بكثير من ادعاء غرايبر بأن أكثر من 50% من جميع الوظائف عديمة الفائدة. وهذا لا يظهر أيضًا أن الوظائف عديمة الفائدة موضوعيًا، بل إن المشاركين يشعرون بذلك فحسب. 

## روابط خارجية
- الموقع الرسمي
- "On the Phenomenon of Bullshit Jobs: A Work Rant", المقال الأصلي لجرايبر (2013)
- Graeber interviewed on Book TV